# ハヴィジョフ
ハヴィジョフ（チェコ語: Havířov [ˈɦaviːr̝of] ( 音声ファイル)、ポーランド語:  Hawierzów、チェシン・シレジア方言 : Hawiyrzów）は、チェコのモラヴィア・スレスコ州カルヴィナー郡にある都市。ハヴィルショフ、ハヴィロフなどとも表記される。人口は8万2768人で同州では2番目に多く、大学のある都市を除けば最大になる。一帯はチェシン・シレジア地方でも歴史の深い地域である。
ポーランド人が多数を占めるいくつかの村に、第二次世界大戦後に炭鉱の街として建設され、1955年に町になった。それゆえ、現在のチェコでは最も若い都市である。かつての家々は新興住宅地を造成するため取り壊されたが、地元の住民には住宅が与えられた。ハヴィジョフの住民の大多数はチェコスロバキアの各地からやってきた出稼ぎ労働者で、とりわけスロバキア出身者が多い。このように、炭鉱建設によってこの地域の民族事情に急激な変化が起こった。今日、元の村々はハヴィロフ市に編入されており、そのほとんどが郊外に位置する。

## 姉妹都市
- コッレーニョ、イタリア
- ハーロウ、イギリス
- ヤストシェンビェ＝ズドルイ、ポーランド
- マジェイケイ、リトアニア
- オミシュ（英語版）、クロアチア
- パイデ、エストニア